# محوطه آغجالار
محوطه آغجالار مربوط به عصر آهن است و در شهرستان سرآب، بخش مرکزی، دهستان آغمیون، روستای سرخریز واقع شده و این اثر در تاریخ ۱۵ دی ۱۳۸۷ با شمارهٔ ثبت ۲۳۹۲۷ به‌عنوان یکی از آثار ملی ایران به ثبت رسیده است.